# Трансанелярна напруженість

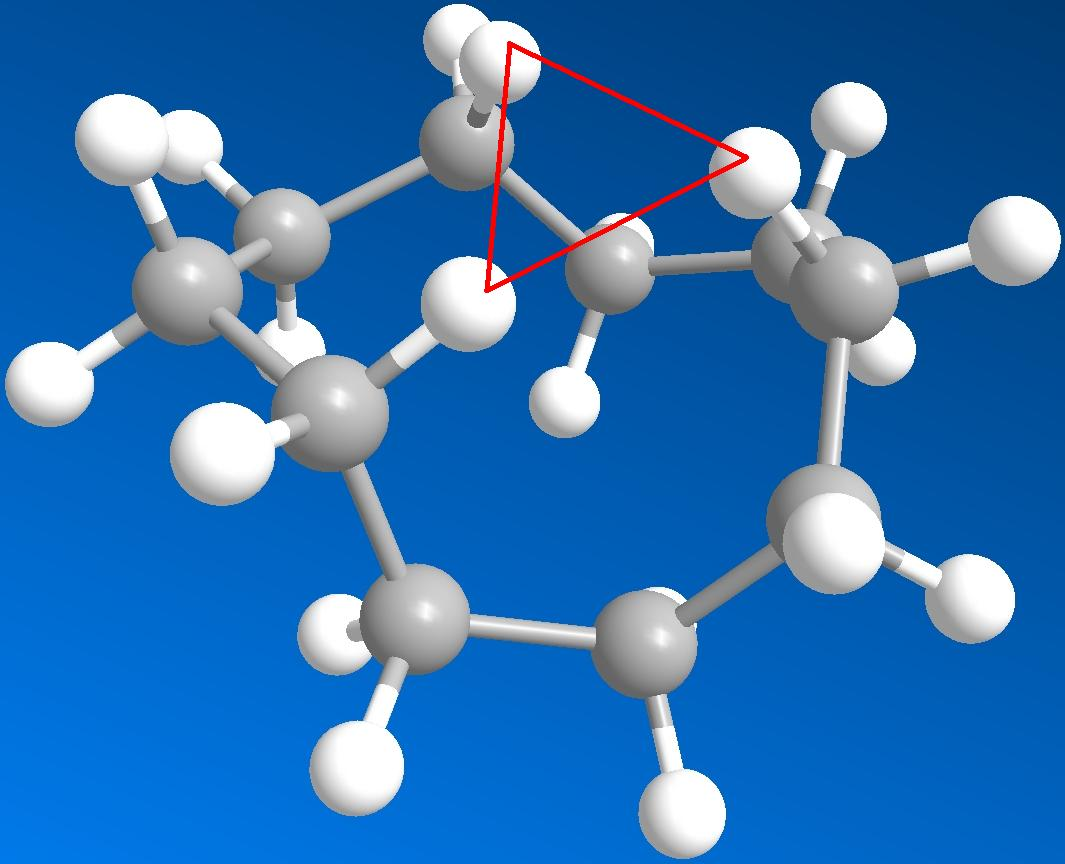
Циклодекан в найменшій енергії конформації. Червоний трикутник вказує на три атоми водню, відповідальних за трансанулярну напруженість. Існує також ідентична взаємодія на задній частині молекули.

Трансанелярна напруженість (рос. трансаннулярное напряжение, англ. transannular strain) — напруженість у середніх за величиною циклах, викликана відштовхувальними взаємодіями між замісниками чи атомами Н, приєднаними до несусідніх атомів, через простір у заміщених циклічних сполуках, змушуючи замісники розташовуватись у певних вигідних конформаціях, в яких напруженість стає мінімальною.